# Kibariania rubroornata
Kibariania rubroornata är en insektsart som beskrevs av Marius Descamps 1977. Kibariania rubroornata ingår i släktet Kibariania och familjen Thericleidae. Inga underarter finns listade i Catalogue of Life.